# Rafa Nadal Open
Il Rafa Nadal Open, noto anche come Rafa Nadal Open  by Sotheby's International Realty e in precedenza Rafa Nadal Open Banc Sabadell per motivi di sponsorizzazione, è un torneo professionistico di tennis giocato sul cemento, che fa parte dell'ATP Challenger Tour. Si gioca annualmente dal 2018 alla Rafa Nadal Academy di Manacor, in Spagna.

## Storia
La Rafa Nadal Academy by Movistar è l'accademia del tennis fondata da Rafael Nadal nel 2016 a Manacor, la città dove è nato situata nell'isola di Maiorca. Per questo impegno, il campione spagnolo si è avvalso di un'equipe di tecnici diretta dallo zio e suo storico allenatore Toni Nadal. Nel 2018 l'accademia ha organizzato per la prima volta il torneo Challenger, che è diventato il principale evento tennistico delle Baleari prima dell'inaugurazione nel 2021 dei Mallorca Championships, torneo dell'ATP Tour.

## Albo d'oro

### Singolare
| Anno | Campione        | Finalista          | Punteggio        |               |
| ---- | --------------- | ------------------ | ---------------- | ------------- |
| 2024 | Duje Ajduković  | Matteo Gigante     | 4–6, 6–3, 6–4    |               |
| 2023 | Hamad Međedović | Harold Mayot       | 6–2, 4–6, 6–2    |               |
| 2022 | Luca Nardi      | Zizou Bergs        | 7–6(2), 3–6, 7–5 |               |
| 2021 | Lukáš Lacko     | Yasutaka Uchiyama  | 5–7, 7–6(8), 6–1 |               |
| 2020 | Non disputato   | Non disputato      | Non disputato    | Non disputato |
| 2019 | Emil Ruusuvuori | Matteo Viola       | 6–0, 6–1         |               |
| 2018 | Bernard Tomic   | Matthias Bachinger | 4–6, 6–3, 7–6(3) |               |

### Doppio
| Anno | Campioni                              | Finalisti                                 | Punteggio        |               |
| ---- | ------------------------------------- | ----------------------------------------- | ---------------- | ------------- |
| 2024 | David Pichler Jurij Rodionov          | Anirudh Chandrasekar David Vega Hernández | 1–6, 6–3, [10–7] |               |
| 2023 | Daniel Cukierman Joshua Paris         | Sriram Balaji Ramkumar Ramanathan         | 6–4, 6–4         |               |
| 2022 | Yuki Bhambri Saketh Myneni            | Marek Gengel Lukáš Rosol                  | 6–2, 6–2         |               |
| 2021 | Karol Drzewiecki Sergio Martos Gornés | Fernando Romboli Jan Zieliński            | 6–4, 4–6, [10–3] |               |
| 2020 | Non disputato                         | Non disputato                             | Non disputato    | Non disputato |
| 2019 | Sander Arends David Pel               | Karol Drzewiecki Szymon Walków            | 7–5, 6–4         |               |
| 2018 | Ariel Behar Enrique López Pérez       | Daniel Evans Gerard Granollers Pujol      | w/o              |               |